# Касьян Микола Андрійович
Мико́ла Андрі́йович Касья́н (10 квітня 1937, Бережнівка — 28 жовтня 2009, Кобеляки) — український лікар-остеопат, академік Української академії наук (громадська організація), Заслужений лікар України, Народний лікар СРСР, родоначальник мануальної терапії в СРСР та Україні, підполковник медичної служби запасу, меценат.
Його ім'я занесли в Книгу рекордів Ґінесса 1993 року за те, що протягом 1990 року він вправив хребетні диски 41 251 хворому, серед яких 19 359 дітей (вставляв по 172 диски за день). За життя його кандидатуру тричі подавали на присвоєння звання «Герой України».

## Життєпис

Доктор Касьян веде прийом

Народився 10 квітня 1937 року в селі Бережнівка Кобеляцького району Полтавської області в сім'ї спадкових лікарів-костоправів . Батьки — Андрій Іванович Касьян та Наталя Порфирівна Касьян. За думкою Миколи Касьяна, дар целітеля йому передався від діда і батька.
1960 року закінчив санітарно-гігієнічний факультет Харківського медичного інституту (ХМІ) . З травня 1960 по червень 1961 року працював заступником головного лікаря Товстенського району Тернопільської області. З червня 1961 по квітень 1964 проходив службу в армії (МООП Целіноґрадської області, Казахська РСР).
У 1967 р. працював головним лікарем СЕС у місті Галич Івано-Франківської області, де і познайомився з майбутньою дружиною — Андріаною Миколаївною.
У 1964–1969 роках займав посаду головного лікаря Верхньодніпровської районної санітарно-епідеміологічної станції Дніпропетровської області.
З 1970 по 2002 працював лікарем Ліщинівського психоневрологічного будинку-інтернату Кобеляцького району Полтавської області.
Вийшовши на пенсію 2003 року, продовжив приймати пацієнтів, лікуючи проблеми хребта. У 2005 році в м. Кобеляки відкрив центр Мануальної терапії, яким він керував до кінця життя . В останній рік життя через поганий стан здоров'я припинив приймати пацієнтів, роблячи виняток лише для дітей та немовлят.
Помер зранку 28 жовтня 2009 року в Кобеляках. Тут же й похований 30 жовтня 2009 року.

## Лікувальна та наукова діяльність
Микола Андрійович став засновником мануальної терапії в колишньому СРСР і в Україні. Він став захисником народної медицини і довів необхідність її використання в сучасному житті суспільства . 
В лютому 1986 року отримав авторське свідоцтво на винахід «Метод лікування дегенеративно-дистрофічних захворювань хребта по Касьяну».  Цей метод використовували не тільки на території СРСР, але майже в двадцати країнах світу. Про його спосіб лікування були надруковані статті в 61 журналі та газеті за кордоном, в деяких країнах далекого зарубіжжя, стали відкривати кабінети мануальної терапії по Касьяну . 
За своє життя лікар прийняв тисячі хворих. За його допомогою звертались відомі артисти та письменники, військові та науковці, політики та космонавти .

## Публікації

### Праці
- Автор монографії «Мануальна терапія при остеохондрозі хребта», яку було видано чотири рази (двічі у Москві — 1985, 1986, та двічі за межами СРСР).
- Автор винаходу «Методика лікування деґенеративно-дистрофічних захворювань хребта за М. Касьяном» (1987).
- Автор перших методичних рекомендацій з мануальної терапії, затверджених Міністерством здоров'я СРСР (1986).
- Співавтор підручника «Лікувальна фізкультура та спортивна медицина» для студентів вишів (1995).

### Книги
- «Тернисті шляхи костоправа» (1990)
- «Думи мої, думи мої…» (1997)
- «Що було — те було» (2002)
- «Думи мої, думи мої…» доповнене (2004)

## Учні Касьяна
У центрі мануальної терапії тепер лікує прийомний син М.Касьяна, 38-річний Ян. За фахом — травматолог. Батьківські методи застосовує останні 10 років. На прийом до Касьяна-молодшого записуються в три черги. 30 лікарів після смерті Миколи Касьяна назвали себе його учнями, проте у Кобеляках кажуть, що багато «учнів» Касьяна його навіть не бачили. Своїми учнями, крім сина, сам Микола Касьян називав також:
- місцевого костоправа з Кобеляк Олексія Чигрина;
- Джалала Саїдбегова, який зараз працює в італійській клініці імені Касьяна;
- четвертий його учень Рішид — практикує в Узбекистані.[1]

## Звання та досягнення
1982 –  відмінник охорони здоров'я СРСР, лікар вищої категорії
1983 –  Делеґат IX республіканського з'їзду травматологів-ортопедів
1989 – Народний депутат СРСР       
1988 – заслужений лікар України 
1990 – Народний лікар СРСР 
1995 – почесний академік Української медичної стоматологічної академії, а також почесний доктор медицини Італії, делегат IX Республіканського з’їзду травматологів-ортопедів України 
1996 – почесний академік Санкт-Петербурзької медичної академії.
1999 – Делеґат I Всеукраїнського з'їзду медичних працівників, член президії цього з'їзду.

### Нагороди
- Орден князя Ярослава Мудрого IV ст. (6 квітня 2007) — за багаторічну самовіддану лікарську діяльність, визначний особистий внесок у розвиток вітчизняної медицини[7]
- Орден князя Ярослава Мудрого V ст.[8][9]
- Орден «Знак Пошани»
- Орден рівноапостольного князя Володимира
- Орден святого Нестора Літописця
- Орден Миколи Чудотворця
- Премія Української академії наук (разом із Золотою медаллю Платона) «За видатні досягнення в проґресі суспільства» (1999)

### Книга рекордів Ґінесса
1993 року Микола Касьян потрапив до Книги рекордів Ґінесса як людина, що провела найбільшу кількість костоправних операцій протягом року, а саме 41251 упродовж 1990 року (в середньому 113 операцій на день). Дослівно це було записано так: «Україна. Найбільше костоправних операцій провів народний лікар Микола Касьян. Протягом 1990 року він здійснив управлення дисків хребта 41 тис. 251 хворому».

## Цитата
Бог обдарував Миколу Касьяна талантами: окрім унікальних медичних здібностей, він добре готував, малював, писав вірші і мав чудове почуття гумору.
Я — українець. Син того народу,

котрий пройшов всілякі непуття,

котрий пізнав і голод, й непогоду,

i котрий знає, як цінити життя.
Я — українець. Жив в своїх я стінах

i щастя не шукав на чужині,

i не стояв ніколи на колінах,

перед брехнею чи потворством — ні!
Я вижив і живу на Україні,

не падав духом в смутнії часи,

а йшов вперед поміж клубки зміїні,

звання Людини з гордістю носив.
Я — люд цілив. З людьми я був щоденно,

щоденно з ними жив і буду жить,

і з гордістю я ніс життя знамено,

не зупиняючись ніде і ні на мить.
Так хочеться ще лікувать, творити,

не знаючи ні втом, ні каяття.

Я — за примноження добра у світі!

За працю я! Я — за життя!

1999

## Пам'ять
У листопаді 2009 року вулиця Леніна у місті Кобеляки була перейменована на честь Миколи Касьяна. Саме на ній зараз працює центр мануальної терапії ім. М.Касьяна.
28 жовтня 2010 року у центрі міста Кобеляки, на розі вулиць Шевченка і Касьяна відкрили пам'ятник Миколі Касьяну. Пам'ятник створив харківський скульптор Сейфаддін Гурбанов. Мер Кобеляк Олександр Ісип повідомив, що кошти на спорудження пам'ятника збирали всім районом, з міського бюджету гроші не виділялися.